# サローニ・アスワーニー
サローニ・アスワーニー（Saloni Aswani、1979年6月1日 - ）は、インドの女優、モデル。モデルとして複数のテレビコマーシャルに出演した後、2003年にボリウッド映画『Dil Pardesi Ho Gayaa』で女優デビューする。その後、複数の南インド映画に出演したものの、ヒット作には恵まれなかった。2010年に出演した『あなたがいてこそ』で注目を集めた。

## 生い立ち
マハーラーシュトラ州ウルハースナガルのシンド人家庭に生まれる。父親は麻薬取締局副長官を務めていた。サローニが5歳の時に一家はムンバイのワダラに移住した。高校卒業後、チャーチゲート近郊のSNDT女子大学に進学して心理学を専攻する。
サローニは幼少期から演技の仕事に興味を持ち母親の支持を得ていたが、父親は「まともな仕事」に就くことを望んでいた。彼女は父親に黙ってモデルエージェンシーに履歴書を送り、モデルとして採用され複数のテレビコマーシャルに出演した。また、演劇グループ「カーラ・サンサード」に参加し、アショーク・クマール・アカデミー・オブ・ドラマティック・アーツで演技を学んだ。

## キャリア
2003年にサーワン・クマール・タクの『Dil Pardesi Ho Gayaa』で女優デビューし、2005年にテルグ語映画『Dhana 51』『Oka Oorilo』に出演するが、両作とも興行的に失敗している。2006年には『Chukkallo Chandrudu』『Kokila』『Saawan... The Love Season』『Boss』に出演し、2007年にタミル語映画『Madurai Veeran』、2008年にカンナダ語映画『Buddhivantha』に出演し、『Buddhivantha』は興行的な成功を収めた。
2009年に『Dubai Babu』に出演し、批評家から演技を高く評価された。同年7月にはS・S・ラージャマウリの『マガディーラ 勇者転生』にカメオ出演し、彼女の演技に注目したラージャマウリによって彼の次回作『あなたがいてこそ』のヒロイン役に起用された。『あなたがいてこそ』は興行的な成功を収め、批評家からも高い評価を得た。同作ではサローニも高い評価を得ている。2010年に『Mr. Theertha』に出演するが、製作側の態度に不快感を抱き、これ以降カンナダ語映画への出演を拒否していた。2011年にはサローニが「女性向け映画」と呼ぶ『Telugu Ammayi』に出演し、映画の中でゴーダーヴァリのスラングを話した。同年にヴィクラム主演の『Rajapattai』でアイテム・ナンバーを務めた。
2012年に『Bodyguard』に出演し、ヴェンカテーシュ・ダッグバーティ、トリシャー・クリシュナンと共演し、『Adhinayakudu』ではナンダムーリ・バーラクリシュナと共演している。2013年からは再びカンナダ語映画に出演するようになり、『Lakshmi』『Benki Birugali』に出演した。2014年に『Race Gurram』に出演しており、2015年には『Shivam』に出演している。

## フィルモグラフィ
- Dil Pardesi Ho Gayaa（2003年） - ルクサー・カーン
- Dhana 51（2005年） - ラクシュミ・マヘーシュ・チャンドラ
- Oka Oorilo（2005年） - ラリータ
- Chukkallo Chandrudu（2006年） - シャリニ
- Kokila - コキラ
- Saawan... The Love Season - カージャル・カプール
- Boss - 本人役
- Madurai Veeran（2007年） - プリヤ・マヤンディ
- Buddhivantha（2008年） - シャンティ
- Dubai Babu（2009年）
- マガディーラ 勇者転生（2009年） - ソロモンの彼女
- Mr. Theertha（2010年） - ナーヤーナ
- あなたがいてこそ（2010年） - アパルナ
- Telugu Ammayi（2011年） - バーラトリプナ・サンダリ
- Rajapattai（2011年） - 本人役
- Bodyguard（2012年） - スワーティ
- Adhinayakudu（2012年） - シュラヴァニ
- Lakshmi（2013年）
- Benki Birugali（2013年）
- Race Gurram（2014年） - スウェータ
- Shivam（2015年） - バーヴァニ
- Cine Mahal（2015年）
- Meelo Evaru Koteeswarudu（2016年）[12] - サマンサ